# Nathan Derry
Nathan Derry (Gorleston-on-Sea, Norfolk, 15 januari 1987) is een Engelse dartsspeler die uitkomt voor de PDC. Zijn bijnaam luidt Slingshot, maar hij werd vroeger The Firework genoemd. 

## Carrière
Derry had in 2015/2016 voor het eerst een tourkaart. Op de UK Open versloeg hij Alan Tabern en Keegan Brown. Hij verloor van Mervyn King nadat hij met 8-3 voorgestaan had. Hij gooide zelfs een negendarter op een Players Championship. Op de Gibraltar Darts Trophy 2015 versloeg hij Ian White met een gemiddelde van 100.29 en een 100% checkout percentage (6-1). Hij bereikte in 2016 de laatste 32 van de UK Open. Hij wist zich ook te plaatsen voor de Grand Slam of Darts 2016. In 2019 won hij weer een tourkaart voor 2019/2020 door op de UK Q-School van 2019 op de vierde dag een halve finale te winnen. Hij verloor deze kaart na 2 jaar meteen.